# قاسم أباد (فسا)
قاسم أباد (بالفارسية: قاسم‌آباد) هي قرية تقع في قسم ميانده الريفي في إيران.